# Оранта

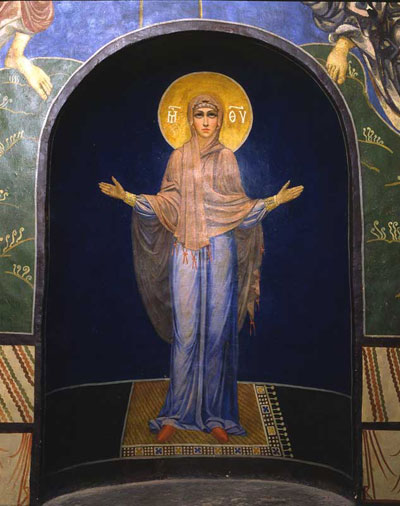
Богоматір Оранта (Кирилівська церква)

Ора́нта (від лат. orans — «той, що молиться») — один із основних типів зображення Божої Матері. Оранта зображувалася з піднятими вгору руками — жест адорації (молитви). Це один із найдавніших жестів, що звернений до Бога, і означав благання, прохання.
Значення цього специфічного знаку Оранти можна пояснити, звернувшись до Біблії. Під час битви юдеїв з амалекитянами Мойсей молився за свій народ, піднявши обидві руки до неба. До того часу, поки він утримував руки у такому положенні, юдеї перемагали. Коли ж руки опускалися, вороги починали брати гору.
Чудовий мозаїчний образ Богоматері Оранти XI століття можна і сьогодні побачити у соборі Київської Софії. Вона зображена у надвівтарній частині на загальному мозаїчному фоні. Стоїть на чотирикутному золотому камені з піднятими руками. Освячена 1049 року. В Акафісті Пресвятій Богородиці (VII століття) про неї сказано: «Радуйся, Стовпе непохитний Церкви Христової; радуйся, держави Нерушима Стіно». Оскільки ж у Софійському храмі Києва за десять століть збереглася незмінною саме стіна з образом, то його стали називати «Нерушимою Стіною» і в цьому розумінні. Поза, жест рук Оранти були дуже популярними у народному мистецтві аж до XX століттях. На жіночих весільних вінцях завжди було зображення Богородиці з піднятими вгору руками.

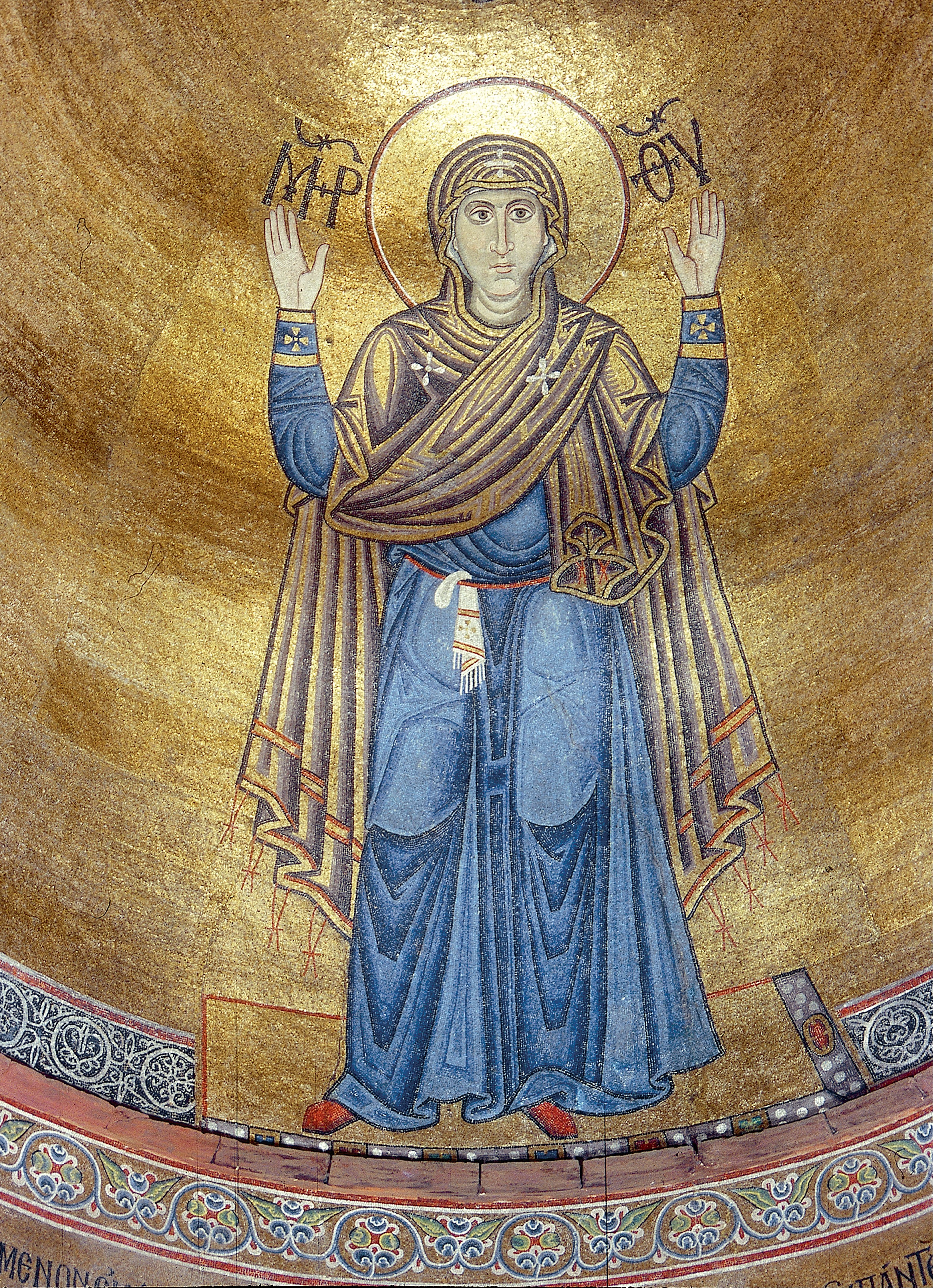
Богоматір Оранта (мозаїчний образ з собору Київської Софії)
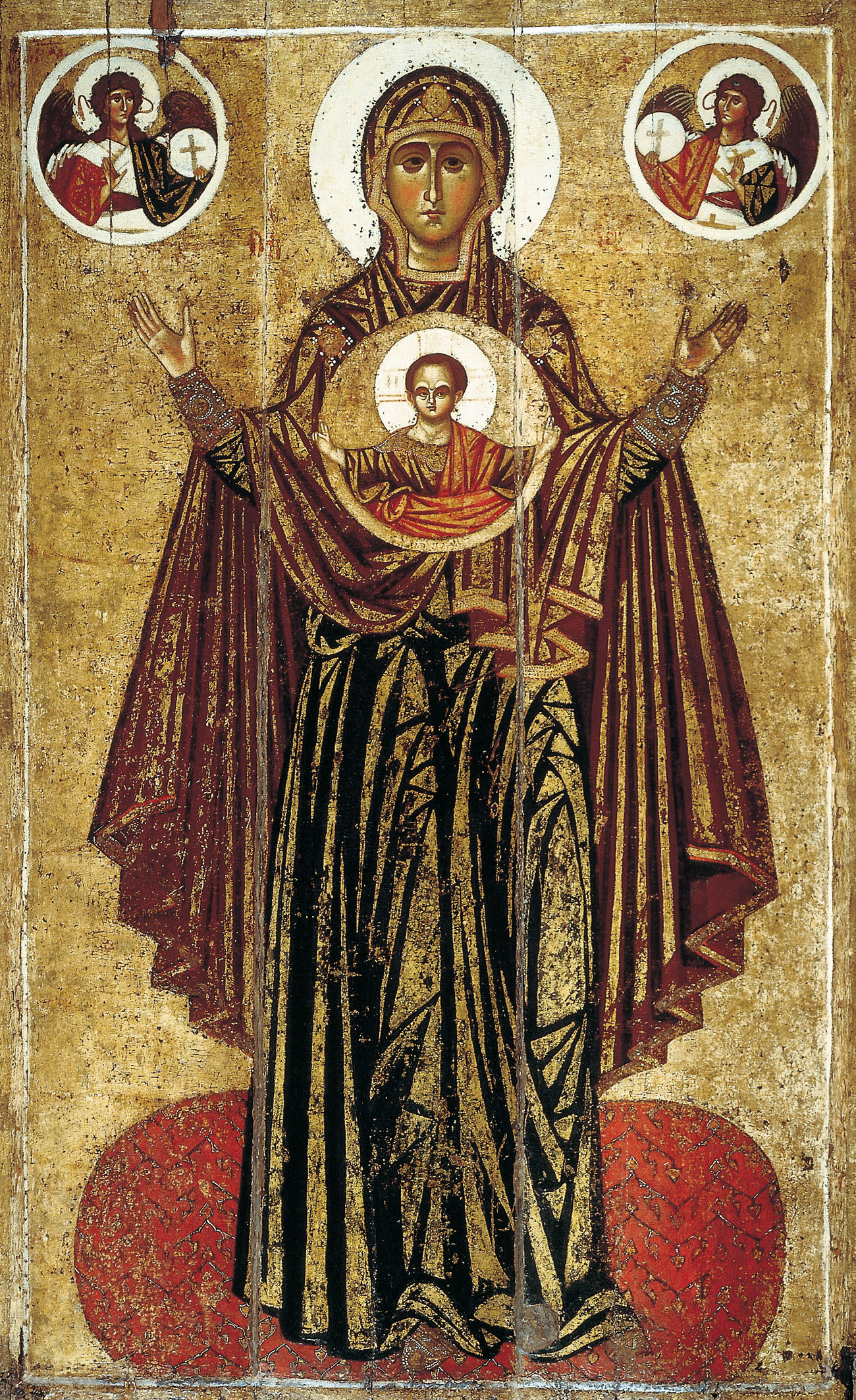
Оранта. Ярославль. Приблизно 1218
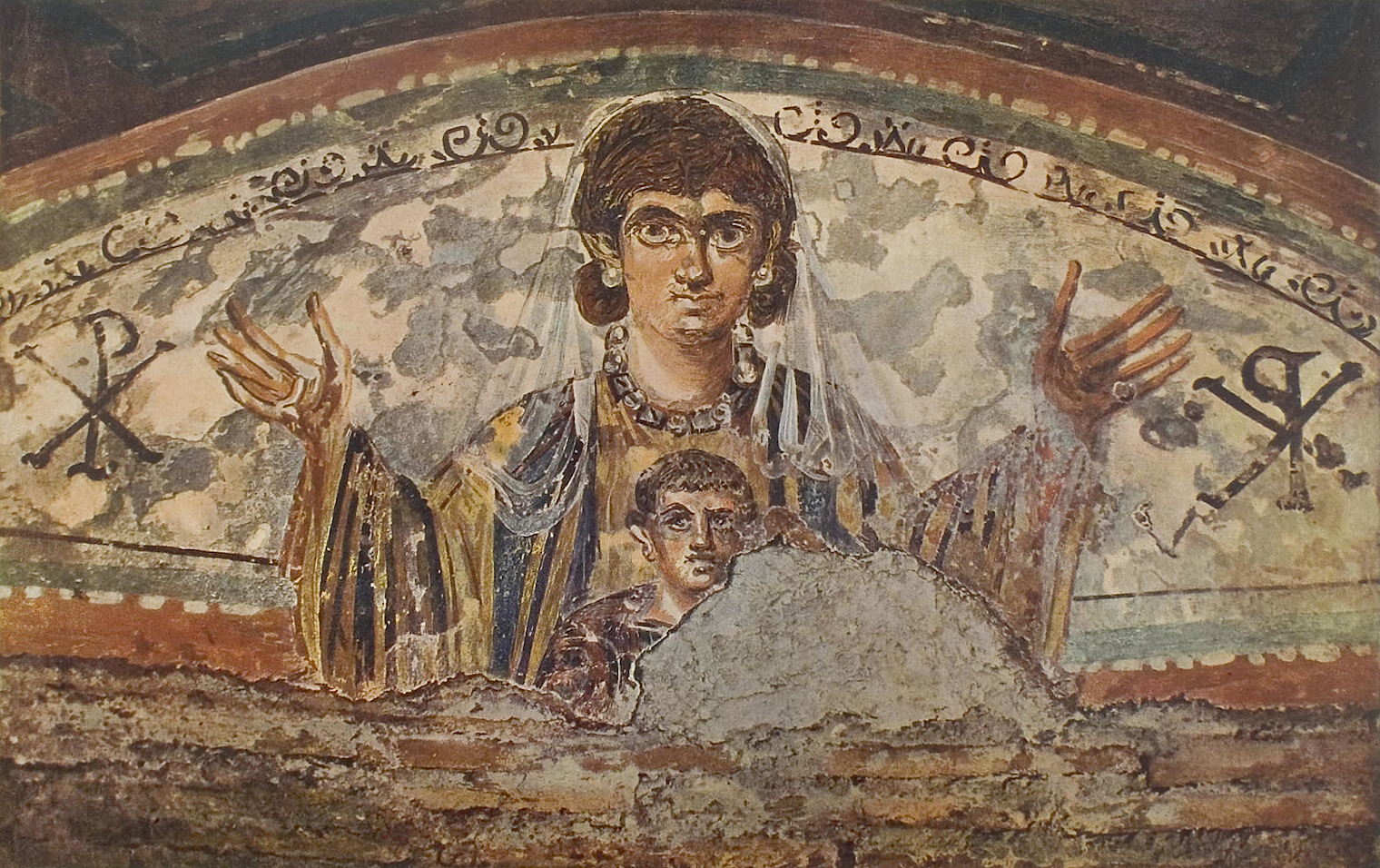
Оранта (римські катакомби, перша половина IV ст.)
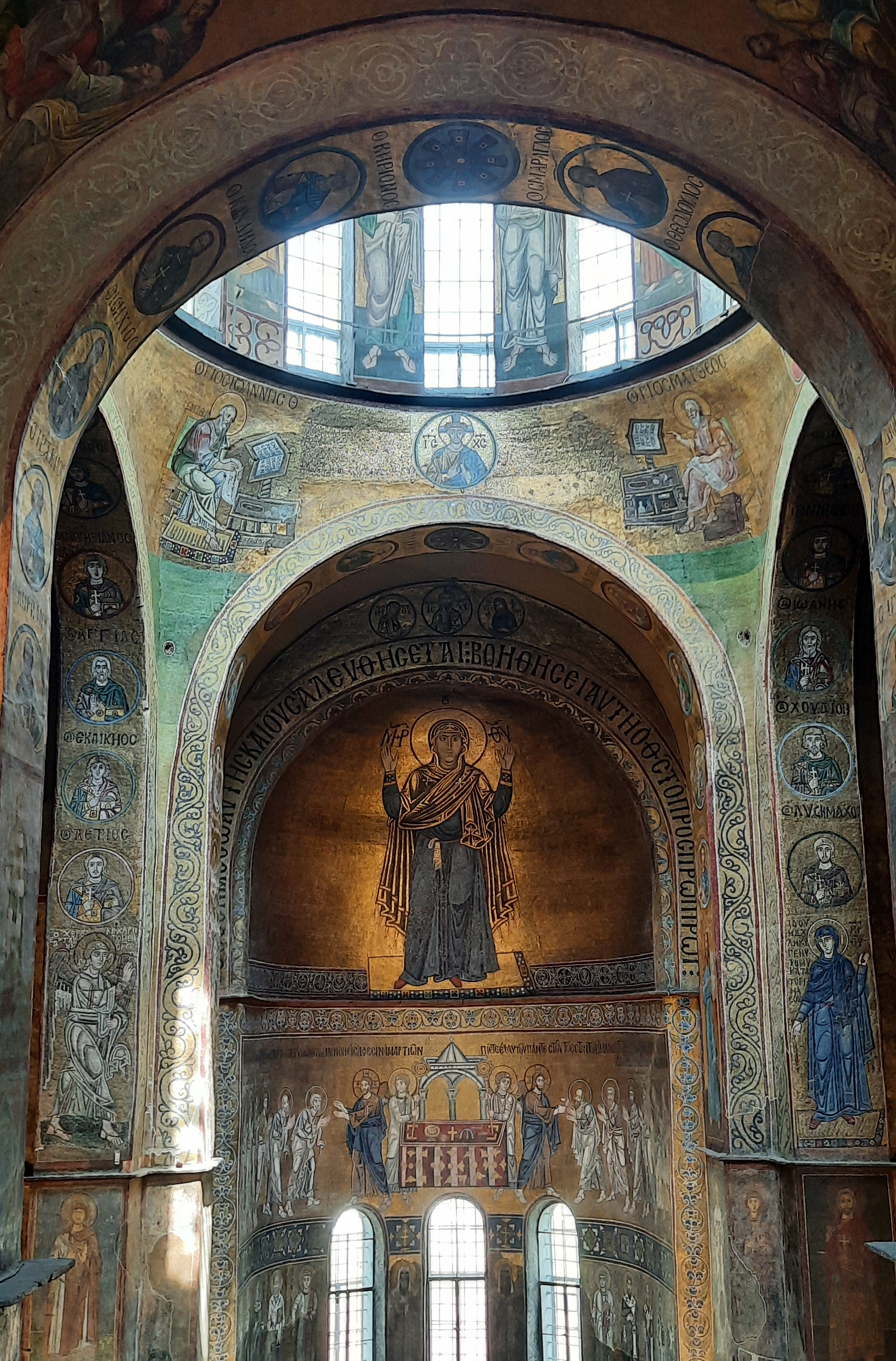
Софійський собор
Ікона Божої Матері «Знамення». Новгород Великий. Перша половина XII ст.
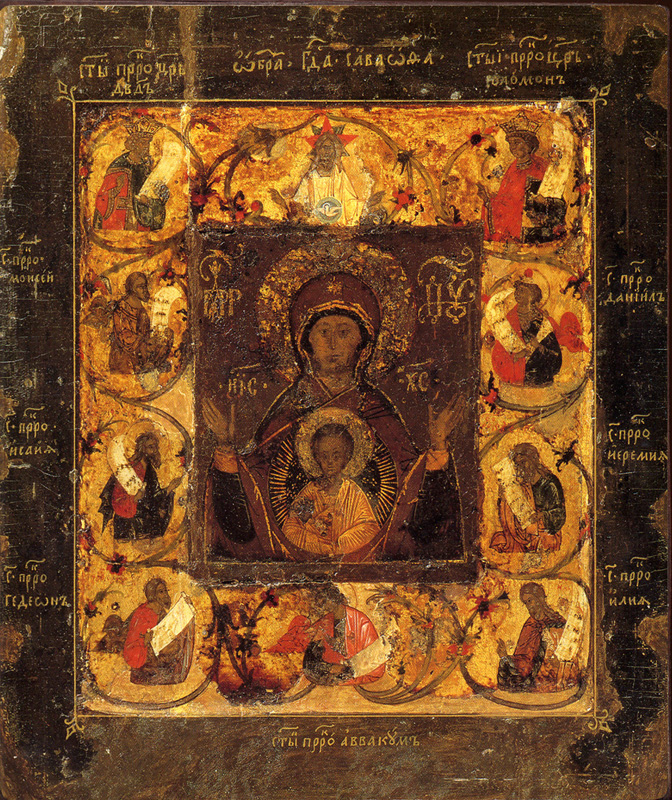
Курська Корінна ікона Божої Матері.
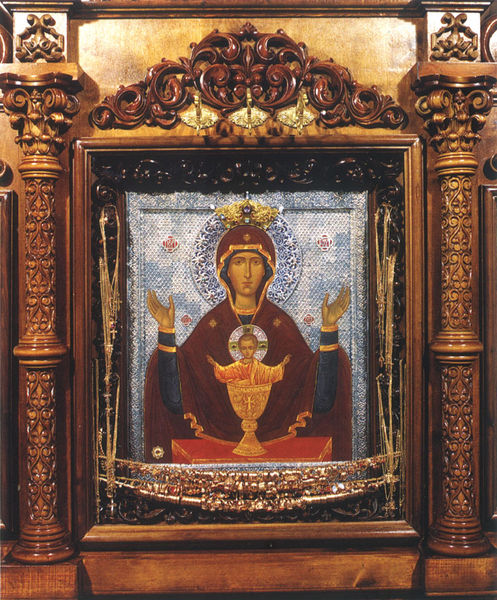
Невипивана Чаша. Серпухов. XIX ст.